# アンドレア・マジ
アンドレア・マジ（Andrea Masi、1981年3月30日 - ）は、イタリアのラグビーユニオン指導者。現在トップ14RCトゥーロンのコーチを務めている。

## プロフィール
- イタリア・ラクイラ出身[1]。
- 現役時代のポジションはスタンドオフ(SO)、ウィング(WTB)、センター(CTB)、フルバック(FB)。
- 身長 186cm、体重 105kg
- イタリア代表通算キャップ数は95でワールドカップのイタリア代表には2003・2007・2011・2015の4度選ばれた[2]。

## 略歴
ヴィアダカ、ビアリッツ、ラシン92、アイローニを経て、2012年、ワスプスに加入。
2016年、現役を引退した。
その後ワスプス・ベネットンのコーチを歴任して、2023年、RCトゥーロンのコーチに就任。